# Haedus (Stern)

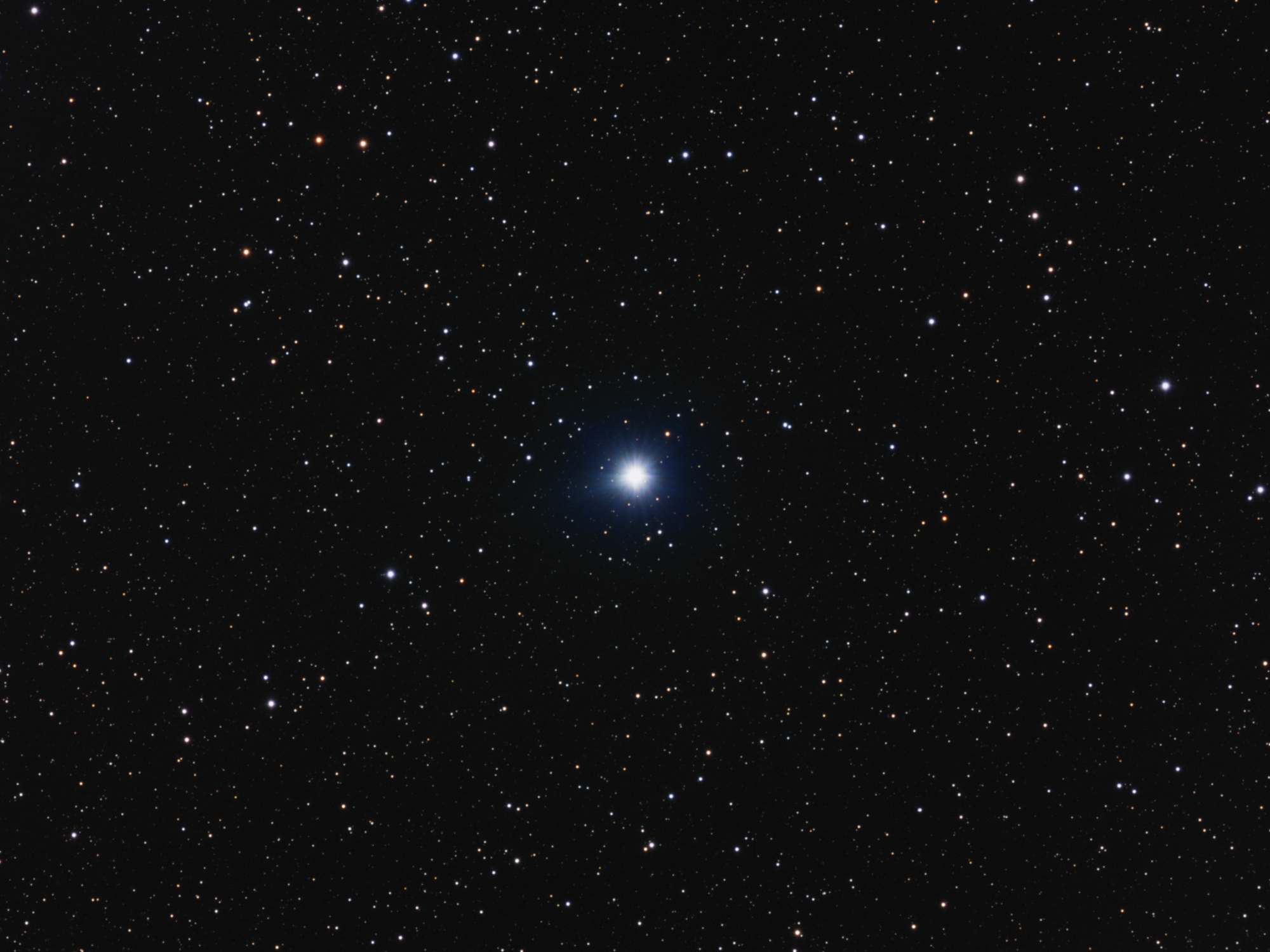
Haedus im optischen Licht

Haedus (früher auch Haedus II genannt, zwecks Unterscheidung vom auch als Haedus I bezeichneten Stern Zeta Aurigae) ist der Name des Sterns η Aurigae (Eta Aurigae, kurz η Aur) im Sternbild Fuhrmann. Mit einer scheinbaren Helligkeit von 3, 18 mag ist Haedus ein für das bloße Auge am dunklen Nachthimmel einigermaßen gut erkennbares Objekt und der sechsthellste Stern des Sternbilds Fuhrmann.
Die Entfernung von der Erde zu Haedus beträgt laut den 2022 im dritten Daten-Release der Raumsonde Gaia veröffentlichten Parallaxen-Messungen etwa 233 Lichtjahre. Haedus ist ein bläulich leuchtender Hauptreihenstern der Spektralklasse B3 V. Er gewinnt seine Energie durch Wasserstoffbrennen, d. h. durch Kernfusion von Wasserstoff zu Helium in seinem Inneren. Seit 1943 dient sein Spektrum als einer der stabilen Ankerpunkte, nach denen die Spektren anderer Sterne klassifiziert werden.
Haedus ist bedeutend größer als die Sonne; seine Masse beträgt etwa 5,6 Sonnenmassen und sein Durchmesser etwa 3,6 Sonnendurchmesser. Seine Oberflächentemperatur ist mit rund 18.700 Kelvin auch bedeutend höher als jene der Sonne. Entsprechend ist seine Lebensdauer auf der Hauptreihe wesentlich kürzer als jene der Sonne; mit einem ungefähren Alter von 41 Millionen Jahren hat er etwa die Hälfte seiner Existenz als Hauptreihenstern hinter sich gebracht. Er rotiert mit einer Äquatorialgeschwindigkeit von mindestens 95 km/s in weniger als 1,8 Tagen um seine Achse. Bei ihm wurde  ein sehr schwaches Magnetfeld registriert, das nur ein paar Mal die Stärke des Erdmagnetfelds übertrifft. Es gibt keine Hinweise, dass Haedus einen stellaren Begleiter besitzt. Vermutlich ist der Stern aber Mitglied der riesigen, aus heißen O- und B-Sternen bestehenden Cassiopeia-Taurus-Assoziation, die sich am Himmel über 100 Grad vom Sternbild des Stier bis zum Orion erstreckt.